# Adriano Cevolotto
Adriano Cevolotto (ur. 29 kwietnia 1958 w Treviso) – włoski duchowny katolicki, biskup diecezjalny Piacenza-Bobbio od 2020.

## Życiorys

### Prezbiterat
Święcenia kapłańskie otrzymał 26 maja 1984 i został inkardynowany do diecezji Treviso. Był m.in. delegatem ds. formacji młodych kapłanów, rektorem seminarium duchownego, proboszczem parafii w Castelfranco Veneto oraz wikariuszem generalnym diecezji.

### Episkopat
16 lipca 2020 papież Franciszek mianował go biskupem ordynariuszem diecezji Piacenza-Bobbio. Sakry biskupiej udzielił mu 26 września 2020 biskup Michele Tomasi.